# Прерывчатый скат
Прерывчатый скат (лат. Bathyraja interrupta) — вид хрящевых рыб рода глубоководных скатов семейства Arhynchobatidae отряда скатообразных. Обитают в северо-западной части Тихого океана между 67° с .ш. и 32° с. ш. Встречаются на глубине до 1500 м. Их крупные, уплощённые грудные плавники образуют округлый диск со треугольным рылом. Максимальная зарегистрированная длина 86 см. . Рацион состоит в основном из ракообразных и костистых рыб. Не представляют интереса для коммерческого промысла.

## Таксономия
Впервые вид был научно описан в 1897 году Raia interrupta. Видовой эпитет происходит от слова лат. interruptus — «прерывистый». В 1999 году вид был отнесён к роду Rhinoraja, однако окончательного подтверждения данной классификации нет. В настоящее время используют оба названия — Rhinoraja interrupta и Bathyraja interrupta (на сайте МСОП имеется профиль Rhinoraja interrupta). Синтипы: неполовозрелый самец длиной 42,8 см, и неполовозрелая самка с диском шириной 20 см, пойманные в Беринговом море.

## Ареал
Эти скаты обитают в восточной части Берингова моря и в заливе Аляска. Возможно, попадаются у Алеутских островов. Встречаются на внешнем кране континентального шельфа на глубине от 23 до 1500 м. Предпочитают илистое или песчаное дно.

## Описание
Широкие и плоские грудные плавники этих скатов образуют ромбический диск с широким треугольным рылом и закруглёнными краями. На вентральной стороне диска расположены 5 жаберных щелей, ноздри и рот. На хвосте имеются латеральные складки. У этих скатов 2 редуцированных спинных плавника и редуцированный хвостовой плавник. Максимальная зарегистрированная длина 86 см. Вдоль позвоночника на дорсальной поверхности диска пролегает ряд острых колючек. На «крыльях» также имеются 1—2 колючки. У самцов крупными острыми шипами покрыта область вдоль переднего края диска, от кончика рыла до концов грудных плавников. Плавники покрыты чешуёй. Взрослые скаты окрашены в иссиня-чёрный цвет, окраска молодых скатов ровного серо-коричневого цвета с небольшими коричневыми пятнышками. Вентральная поверхность белая. У мелких особей по обе стороны хвоста имеется по белой отметине.

## Биология
Эмбрионы питаются исключительно желтком. Эти скаты откладывают яйца, заключённые в продолговатую роговую капсулу длиной около 4,5—5,9 см и шириной 4—5 см с твёрдыми «рожками» на концах. Ежегодно самки откладывают 6—9 яиц. У прерывчатых скатов зафиксирован случай гермафродитизма. Рацион состоит в основном из ракообразных, в частности креветок, а также полихет и костистых рыб.

## Взаимодействие с человеком
Эти скаты не являются объектом целевого лова. Попадаются в качестве прилова. Международный союз охраны природы присвоил этому виду охранный статус «Вызывающий наименьшие опасения».